# Anadolua burri
Anadolua burri är en insektsart som beskrevs av Karabag 1952. Anadolua burri ingår i släktet Anadolua och familjen vårtbitare. Inga underarter finns listade i Catalogue of Life.